# Josef Huber (Maler)
Johann Josef Huber, meist Josef Huber-Feldkirch genannt (* 16. März 1858 in Feldkirch; † 26. Juli 1932 auf Schloss Neuburg am Inn), war ein österreichischer Maler, der in München und Düsseldorf lebte und arbeitete.

## Leben
Huber war ein Schüler des Tiroler Kirchenmalers Franz Plattner und studierte später an der Kunstakademie München bei Nikolaus Gysis, Ludwig von Löfftz und Gabriel von Hackl sowie 1887 an der Académie Julian in Paris. Er war danach zunächst in München tätig und lehrte von 1909 bis 1923 als Professor für kirchliche Monumentalkunst an der Kunstakademie Düsseldorf.
Er war ein Vertreter des Historismus, nahm jedoch auch Einflüsse des Symbolismus, Jugendstils und Expressionismus auf.
Im Ersten Weltkrieg entwarf Huber eine Reihe von Vorlagen für sogenannte Kriegsnagelungens-Aktionen.
Von 1910 bis 1932 war Huber Mitglied des Düsseldorfer Künstlervereins „Malkasten“. Von 1926 bis 1927 und 1930 hatte er in Düsseldorf ein Atelier im Eiskellerberg.

## Werke

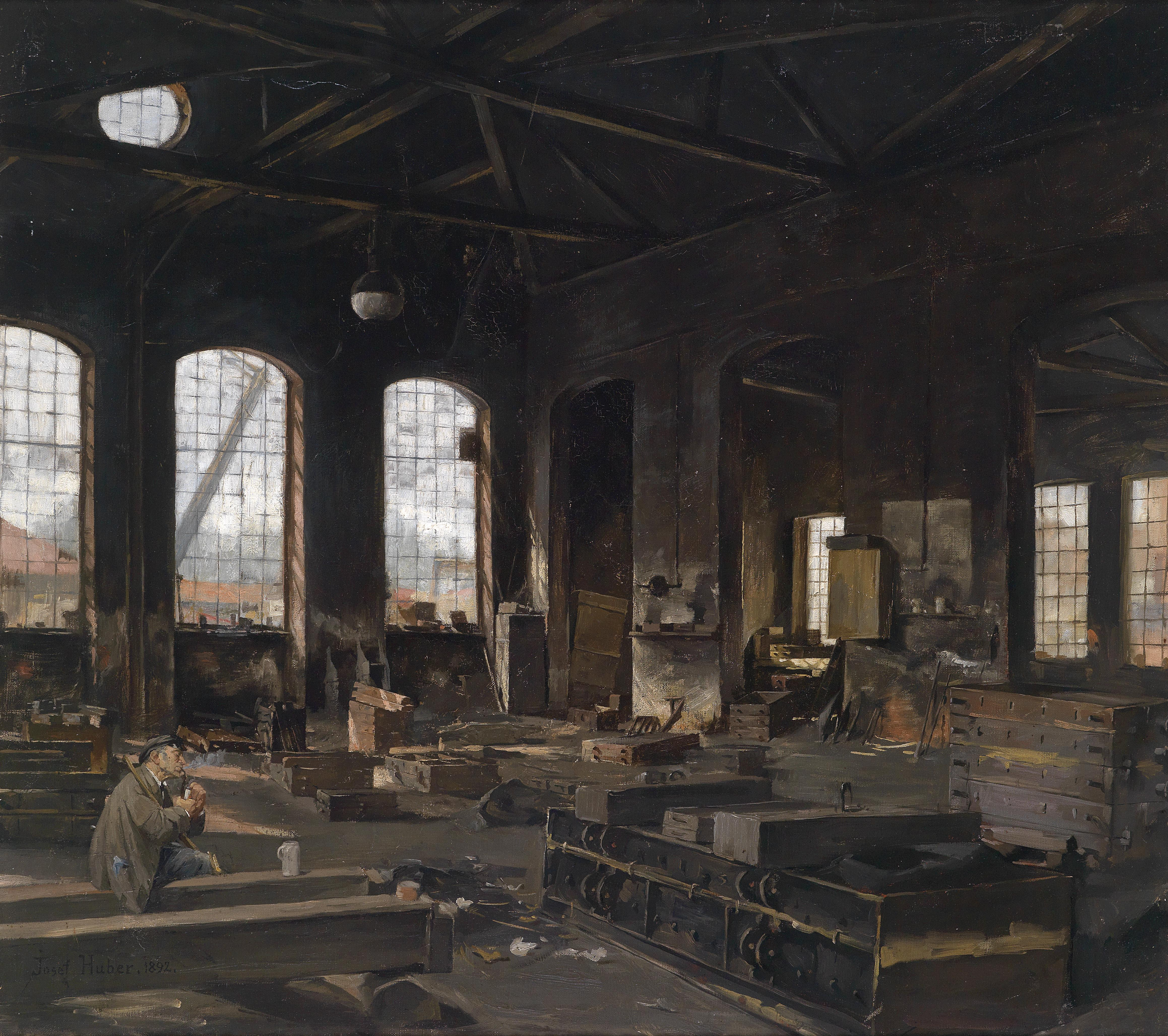
Mußestunde in der Werkstatt, 1892

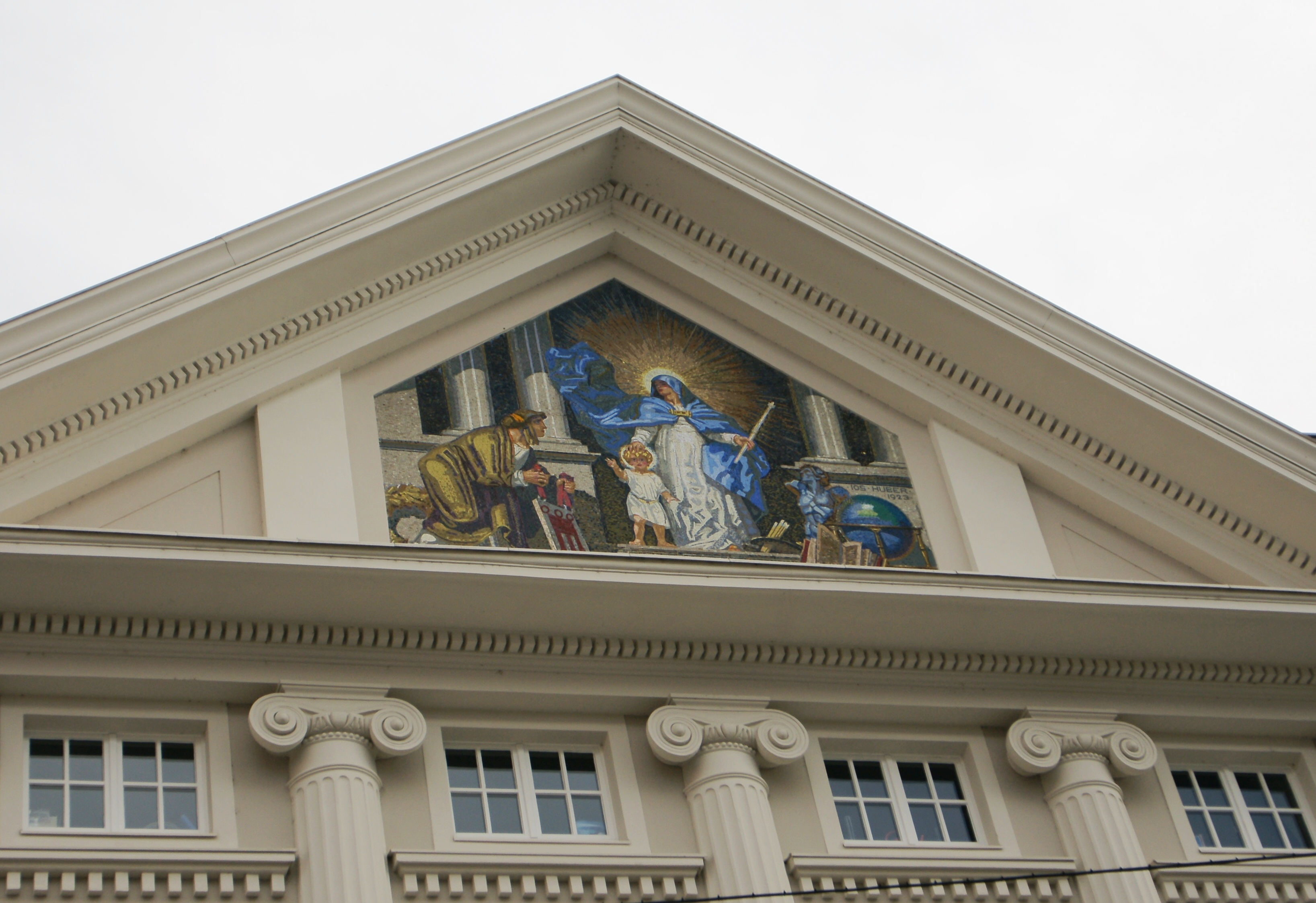
Giebelmosaik am Gebäude der Hypo Vorarlberg Bank, vormals Landhaus Bregenz, 1923

- Landesausstellung 1887 in Bregenz (Gemälde, 1887; im Archiv der Vorarlberger Landeshauptstadt Bregenz)
- Dampfkesselschmiede (Ölgemälde, 1891/1892; im Besitz der Mannesmann Plastics Machinery AG)
- Mußestunde in der Werkstatt (Ölgemälde, 1892)
- neobarocke Neuausmalung des Langhausgewölbes der Stiftskirche St. Mariä Himmelfahrt in Medlingen (1894/1896)
- Mosaik mit Symbolfigur der „Austria“ sowie die Wappen der Grafen von Montfort und der Grafen von Werdenberg, 1904/1905, in einem Treppengiebel am Seitenflügel des Landesgerichts Feldkirch
- Mosaiken für die Salvatorkirche in Gera (1907)
- Fenster Kirche St. Walburga in Monheim, Bayer. Schwaben
- Glasmosaiken, Fenster, Leuchter und ornamentale Ausmalung Petrikirche Mülheim an der Ruhr, 1912/13 (nicht erhalten)[4]
- Engel-Mosaik am Grabmal von Luise Ederer, Gattin seines Akademie Kollegen Carl Ederer, auf dem Friedhof Düsseldorf-Heerdt (1920)
- Giebelmosaik (1923) am Gebäude der Hypo Vorarlberg Bank, vormals Landhaus Bregenz
- Fresko Die vier letzten Dinge (1923) und Mosaik Einzug in Jerusalem (1924) in der Eingangswand bzw. im flachen Giebel der Stadtpfarrkirche St. Martin in Dornbirn[5]
- Die vier letzten Dinge. Wiener Kunstdruck-AG, Wien 1923 (Druckgrafik, Digitalisat)